# The Scoundrel
The Scoundrel è un film statunitense del 1935 diretto da Ben Hecht e Charles MacArthur.

## Trama
Scorbutico, scontroso, cinico, donnaiolo senza cuore: questo è Anthony Mallare, per il resto stimato editore. Tutti i suoi sedicenti amici e collaboratori lo hanno in antipatia, quando non lo odiano apertamente: sicché nessuno si addolora più di tanto quando trapela la notizia della sua morte in un disastro aereo, neppure la giovane poetessa Cora Moore, l'unica persona che sembra averlo amato sinceramente, ma - dopo che egli l'ha abbandonata senza spiegazioni (o con spiegazioni fumose) – rientra nel coro dei suoi acerrimi nemici. Suscita scalpore quindi il fatto che, qualche giorno dopo la sua presunta scomparsa, Mallare ricompare, vivo e vegeto, nel suo ufficio.
Non è morto, ma neppure propriamente vivo. Al momento del fatale incidente, infatti, l'Onnipotente gli ha concesso un periodo di un mese per tornare fra i vivi e trovare qualcuno che versi delle lacrime – d'amore o di riconoscenza, non di rabbia - per lui. Scaduto il termine senza risultati, Anthony Mallare sarà definitivamente condannato alla dannazione infernale. È comprensibilmente un mese difficile per Mallare, sennonché all'ultimo giorno egli riesce a rintracciare Cora, dalla quale spera ottenere la lacrima salvifica, lacrima che lei non ha peraltro la minima intenzione di versare.
Sarà un ulteriore intervento dell'Eterno ad appianare, in modo inaspettato, la situazione.

## Premi
- Premi Oscar:
  - 1936: Miglior soggetto